# 青斑核
青斑核（せいはんかく）は、脳幹にあるノルアドレナリン作動性ニューロンを含む神経核である。モノアミン含有ニューロンの分類では、A6細胞群とも呼ばれる。覚醒、注意、情動に関与している。

## 発見
18世紀にフェリックス・ヴィック・ダジールが発見した。名前はラテン語の"coeruleus"と"locus"に由来する。これは”青い点”を意味し、青く染まらない脳組織の中で青く見えるためである。青色はノルアドレナリン神経細胞体内のメラニン顆粒による。アルファベットのスペリングについては、caeruleus が古典ラテン語のスペルであるが、 より現代的なcoeruleusの方がよく用いられる。二重母音を詰めた形のceruleusはアメリカ英語におけるスペルである。

## 解剖
青斑核は橋上部背側、第4脳室底の外側に位置している。青斑核は外背側被蓋野（アセチルコリン神経）、腹側被蓋野（ドーパミン神経）、結節乳頭核（ヒスタミン神経）、背側縫線核（セロトニン神経）、外側視床下部（オレキシン神経）などと上行性網様体賦活系を形成しており、大脳皮質の覚醒状態を制御している。
ヒト成人の青斑核は31,000から60,000μ㎥のサイズのニューロン22,000から51,000個で構成されている。

## 神経回路
脊髄、脳幹、小脳、視床下部、視床中継核、扁桃体、終脳、大脳皮質などに広く投射している。青斑核とノルアドレナリンに影響を受ける部位はまとめてlocus coeruleus-noradrenalin systemまたはLC-NA systemと呼ばれる。
青斑核から皮質への投射は、視床非特殊核を経由する背側経路と、前脳基底核を経由する腹側経路が知られている。
出力に比べると入力は限られている
- Nucleus paragigantocellularis
- Nucleus prepositus hypoglossi:注視に関係
- 内側前前頭葉皮質：興奮性の投射であり、個体の活性レベルをあげる
- 外側視床下部：オレキシンを分泌し、青斑核を興奮させる
- 帯状回や扁桃体
- 小脳と縫線核

## 機能
LCから分泌されるノルアドレナリンは多くの脳のニューロンを活性化させる。
ラットにおける細胞外記録法では、青斑核ニューロンは覚醒時に持続的な発射をし、徐波睡眠で発射は減弱、レム睡眠で活動を停止する。そのため覚醒に関連していると考えられている。尻尾をピンセットでつまむ、体に息を吹きかける等の感覚入力で興奮する。また、注意行動時に活動が興奮し、皮質を賦活させる。軸索から細胞体に側枝を伸ばしており、細胞体に存在するα2受容体を介して自己抑制をかけている。

### 覚醒
青斑核を含む上行性網様体賦活系が抑制されるとノンレム睡眠が発現する。

### ストレス
LCはストレス時の多くの交感神経の反応を仲介するのに重要な役割を担っている。この核はストレスで活性化され、ノルアドレナリンを分泌することで反応する。それにより前前頭皮質を介して認知機能を変え、nucleus accumbensを介してモチベーションをあげ、視床下部ー下垂体ー副腎系を活性化し、脳幹を介して交感神経の活動を上げ、副交感神経の活動を抑制する。視床下部ー下垂体ー副腎系の活性化に特異的に、ノルアドレナリンは視床下部からのコルチコトロピン放出因子（CRH）、さらに下垂体からACTHの分泌を刺激し、副腎でのコルチゾールの合成を促進する。LCから放出されたノルアドレナリンはその産生を抑制し、CRHはその産生を抑制するフィードバックを形成する。一方LCにはノルアドレナリン産生を増加させる。
ストレスに関連した認知機能におけるLCの役割は複雑である。青斑核から放出されたノルアドレナリン（NE）はα２受容体に作用し、working memory(ワーキングメモリー）を増加させるが、過剰なNEは低親和性α１受容体を介してworking memoryを減少させる。
精神医学的研究では、LCから起こり扁桃体のbasolateral nucleusに終わる神経回路（brain circuit）においてノルアドレナリンシナプス後の反応が、多くのストレス誘発性恐怖疾患や特に外傷後ストレス障害（PTSD）の病態生理に大きく関わっている。"Combat-related PTSD (2005年の第２次世界戦争からの減少するアメリカ軍隊のベテラン研究）では死後に右側のLCニューロンの数が減少していることを示している。
LCは鬱病、パニック障害、不安に関係している。ノルアドレナリン再取り込み阻害剤（レボキセチン、アトモキセチン）、セロトニン-ノルアドレナリン再取り込み阻害剤（ヴェンラファキシン）、ノルアドレナリン-ドーパミン再取り込み阻害剤（ブプロピオン）などの内服薬はLCに対して作用し効果を発揮すると考えられている。

### 疼痛
青斑核にはオピオイド受容体（μ、κ）が発現している。オピオイドの鎮痛作用の一部は青斑核から下行性抑制性神経経路を介するものである。

### Rett症候群
転写調節因子MECP2の遺伝的欠損がRett症候群の原因と考えられている。MECP2欠損はマウスのモデルで自律神経や交感神経に関連したカテコールアミンの機能不全と関連していると考えられている。LCは脳内のノルアドレナリン神経の起源であり、吻側（大脳皮質、海馬、視床下部）や尾側（小脳、脳幹核）に広く投射している。実際、この構造の変化はMECP2欠損マウスで観察されるいくつかの症状に関与している。LCニューロンの細胞体の電気生理学的特性の変化が示されている。過興奮性や機能低下などである。

### アルツハイマー病
アルツハイマー病ではLCニューロンの最大70%が失われている。LC細胞から分泌されるノルアドレナリンは、大脳皮質や海馬のニューロン、グリア細胞、血管周囲の微小環境における内因性の抗炎症物質を供給している。ノルアドレナリンはアミロイドβにより誘導されるサイトカインの産生やアミロイドβの貪食を抑制するマイクログリアを刺激する。それゆえ、LCの変性がアルツハイマー病の脳でのアミロイドβの沈着に関与しているかもしれない。

### 自閉症
自閉症の子供は発熱があると、その障害が少なくなることが言われてきた。最近の研究では自閉症の行動はLC-NA系の機能不全によるもので、発熱が一時的にこの系を再賦活するという仮説がある。さらにLC-NA系が機能的に維持されていることは、少なくともいくつかの自閉症のスペクトラムの疾患は可逆性であることを示している。さらにこれらの疾患の原因を追求し、生物学的テストを行い、LC-NA系に焦点を当てた内服薬の研究が行われている。

## 文献
1. ↑  Dahlstroem, A; Fuxe, K (1964). “Evidence for the existence of monoamine-containing neurons in the central nervous system. I. Demonstration of monoamines in the cell bodies of brain stem neurons”. Acta Physiol Scand Suppl SUPPL 232:  1-55. PMID 14229500.
2. ↑   Mouton, PR; Pakkenberg, B; Gundersen, HJ; Price, DL (1994). “Absolute number and size of pigmented locus coeruleus neurons in young and aged indivisuals.”. J Chem Neuroanat 7 (3):  185-90. PMID 7848573.
3. ↑   Mehler,Mark F; Dominick P (2009). “Autism, fever, epigenetics and the locus coeruleus (http://www.sciencedirect.com/science/article/pii/SO165017308001379).”.+Brain Research Reviews 59 (2):  388-392.
4. ↑   Benarroch, EE (2009). “The locus ceruleus norepinephrine system:functional organization and potential clinical significance.”. Neurology 73 (20):  1699-704.
5. ↑   Ramos, BP; Arnsten, AF (2007). “Adrenergic pharmacology and cognition:focus on the prefrontal cortex.”. Pharmacol Ther (113):  523-536. PMID 16387990.
6. ↑   Bracha, HS; Garcia-Rill, E; Mrak, RE; Skinner, R (2005). “Postmortem locus coerulesu neuron count in three American veterans with probable or possible war-related PTSD”. The Journal of neuropsychiatry and clinical neurosciences doi:10.1176/appi neuropsych.17.5.503 17 (4):  503-9. PMID 16387990.
7. ↑   Lutz PE, Kieffer BL (2013). Trends Neuroscience 36:  195-206.
8. ↑   Amir, RE; Van den Veyver, IB; Wan, M; Tran, CQ; Francke, U; Zoghbi, HY (1999). “Rett syndrome is caused by mutations in X-linked MECP2, encoding methylCoG-binding protein 2.”. Nat Genet 23 (2):  185-8.
9. ↑   Hokfelt, T; Martensson, R; Bjorklund, A; Kleinau, S; Goldstein, M (1984). Distribution maps of tyrosine-hydroxylase-immunoreactive neurons in the rat brain.In2. Classical Transmitters in the CNS, PartI (A. Bjorklund and T.Hokfelt, eds). Elsevier, New York. pp. 277-379.
10. ↑   Bondareff, W; Mountjoy, CQ; Roth, M (1982). “Loss of neurons of origin of the adrenergic projections to cerebral cortex (nucleus locus ceruleus) in senile dementia.”. Neurology 32 (2):  164-8.
11. ↑   Heneka, MT; Radrigny, F; Regen, T; Martinez-Hernandez, A; Dumitrescu-Ozimek, L; Terwel, D; Jardanhazi-Kurutz, D; Walter, J (2010). “Locus ceruleus controls Alzheimer's disease pathology by modulating microglial functions through norepinephrine.(http://www.pnas.org.libproxy.ucl.ac.uk/content/107/13/6058.full.pdf)”.+Proc Natl Acad Sci USA (107):  6058-6063. doi:10.1073/pnas.0909586107. PMID 20231476.